# Пряльня
Пря́льня (бел. Пральня) — деревня в составе Вишовского сельсовета Белыничского района Могилёвской области Беларуси.

## Географическое положение
Ближайшие населённые пункты: Мостище, Лямница, Рудня.